# Rainer Fabian
Rainer Fabian (* 1935 in Erfurt; † 31. März 2004 in Rio de Janeiro) war ein deutscher Journalist und Buchautor.

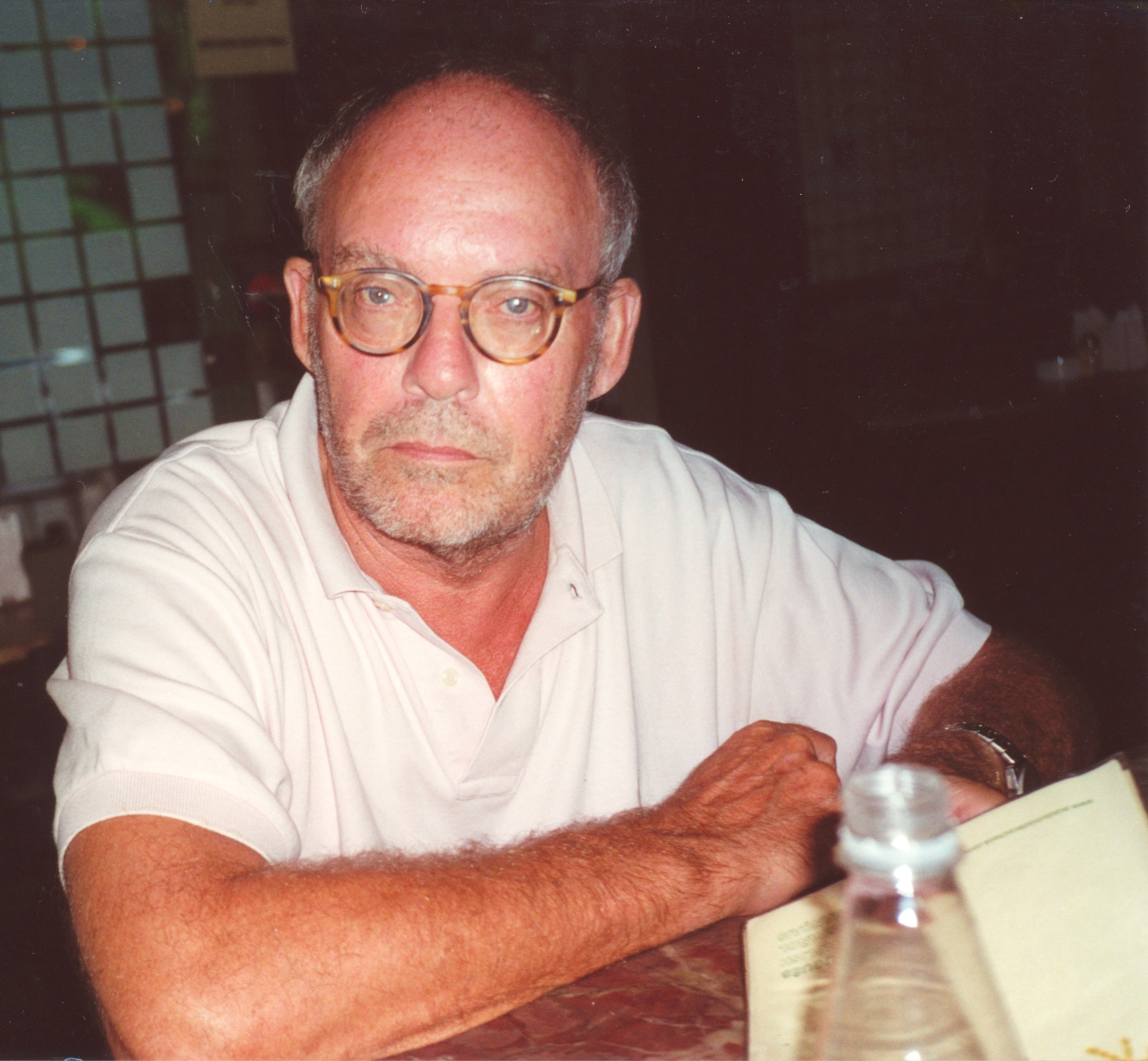
Der Journalist und Autor Rainer Fabian, Rio de Janeiro 2002

## Leben
Rainer Fabian studierte Filmdramaturgie und Filmregie bei der DEFA in Babelsberg und Potsdam und Germanistik in Stuttgart.
Während seiner Laufbahn leitete Fabian unter anderem die Literaturbeilage der Welt und gehörte der Chefredaktion des Stern an. Seit 1986 lebte er im Künstlerviertel Santa Teresa in Rio de Janeiro und arbeitete von dort aus als Lateinamerika-Korrespondent. Er starb an den Folgen einer Operation.

## Werke
- Idole in unserer Zeit. Das Geschäft mit unerfüllten Wünschen (= Herder-Bücherei. Nr. 280). 1. Auflage. Herder, Freiburg 1967, DNB 456591559.
- Der Gott aus der Maschine. Kreativität als Überlebenschance. 1. Auflage. Desch, München 1974, ISBN 3-420-04704-5 (1977 auch als Taschenbuch im Herder Verlag mit der ISBN 3-451-07627-6).
- Die Fotografie als Dokument und Fälschung. 1. Auflage. Desch, München 1976, ISBN 3-420-64712-3.
- Frühe Reisen mit der Kamera (= Stern-Bibliothek der Fotografie. Band 7). Gruner und Jahr, Hamburg 1981, ISBN 3-570-02541-1 (mit Hans Christian Adam).
- Bilder vom Krieg - 130 Jahre Kriegsfotografie - Eine Anklage (mit Hans Christian Adam). (Stern-Buch). 1. Auflage, Gruner & Jahr, Hamburg 1983, ISBN 3-570-07013-1
- Reise zu den Infonauten. Abenteuer der Computer-Pioniere. 1. Auflage. Gruner und Jahr, Hamburg 1987, ISBN 3-570-07963-5.
- Das Rauschen der Welt. Roman. 1. Auflage. Klett-Cotta, Stuttgart 2003, ISBN 3-608-93651-3 (2005 auch im Berliner Taschenbuch-Verlag mit der ISBN 3-8333-0147-3).